# آندره پیر دو ماندیارگه
آندره پیر دو ماندیارگه (به فرانسوی: André Pieyre de Mandiargues) نویسنده قرن بیستم میلادی اهل فرانسه است.

## آثار
- WorksLe Musée noir (1946)
- L'Anglais décrit dans le château fermé (1953)
- Le Lis de mer (1956)
- Le Belvédère (1958)
- Feu de braise (1959)
- La motocylette (1963)
- La Marge (1967)